# ネパールのイスラム教

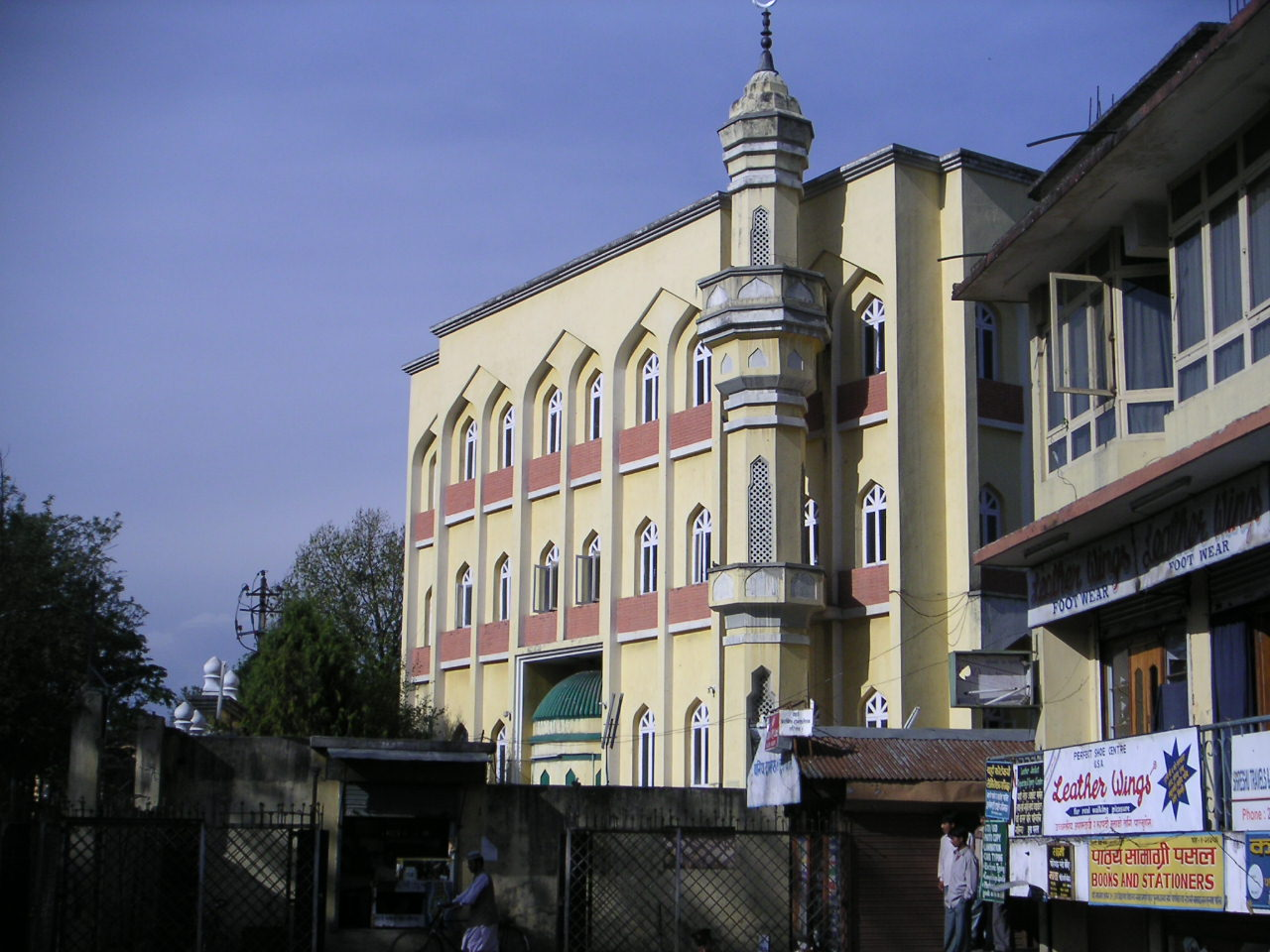
カトマンズのモスク

本項目ではネパールのイスラム教について記述する。

## 概要
国内では少数派の宗教であり、2011年の国勢調査によると、総人口の4.4%がムスリムである。イスラム教はネパールに定住しているインド系ムスリムによって導入されたと考えられている。